# Битка при Дерманци
Битката при Дерманци или битката при река Вит, състояла се през есента на 1336 г. е династична битка за власт между търновския цар Иван Александър и видинския деспот Белаур (Бела Урош), брат на Михаил III Шишман и син на деспот Шишман I.

## Развитие
След смъртта на Михаил III Шишман в битката при Велбъжд през 1330 г. Белаур активно съдейства за коронясването на българския престол на цар Иван Стефан, син на Михаил Шишман от първата му жена Анна-Неда, а след това е и пръв съветник на новия български цар. Отказва да признае детронацията на Иван Стефан през 1331 г. и се противопоставя на другия си племенник – възкачилият се на ловешки деспот Иван Александър. След преврата в Търново дава политическо убежище на Анна-Неда и на сина ѝ. 
Бунта на деспот Белаур избухва веднага след детронирането на Иван Стефан и пристигането на Анна-Неда и синовете ѝ в Ниш. Той се води с променлив успех около 5 години. Когато успехът клони в полза на Белаур, той се отправя към Търново, за да отстрани новоизбрания цар от престола. Иван Александър по съвет на протовескиария Раскин и на логотета Филип призовава на помощ татарската конница, базирана по това време в Тракия. Докато пристигането ѝ Иван Александър протаква преговорите няколко дни. Татарите преминават Стара планина през Златишкия проход или прохода Арабаконак и удрят внезапно армията на видинския деспот в гръб. Силите на Иван Александър са общо около 10 000 – царската войска от  Търново и още 2000 татари. Попаднала между два огъня, войската на Белаур е унищожена, а деспотът загива на бойното поле. Ранените след сражението са доубити или издавени. Околните селца и колиби са подпалени и унищожени. 
Мястото на битката е южно от сегашното село Дерманци в подножието на рида Филчов връх (Муртино бърдо). Местността и днес носи името на деспот Белаур. Векове след тази битка районът е смятан за проклето място, а по-късно е наричан „Пусто загòре”, защото години след тази битка полето е било покрито с разлагащи се трупове на хора и животни и никой не е смеел да се засели там.

## Последици
След битката при река Вит и смъртта на Белаур Иван Александър поставя на трона на Видинското депсотство Михаил, син на цар Михаил III Шишман от втория му брак с Теодора Палеологина, докато през 1356 г. не установява за цар във Видин сина си Иван Срацимир от влшката принцеса Теодора Басараб.